# Памятник Ивану Франко (Коломыя)
Памятник Ивану Франко (укр.  Пам'ятник Іванові Франку) — монумент воздвигнутый в честь украинского писателя, учёного и публициста, номинанта на получение Нобелевской премии 1915 года по литературе Ивана Франко в городе Коломыя (Украина). Памятник внесен в список достопримечательностей монументального искусства национального значения.

## История
Иван Франко десять раз посещал Коломыю. Первое его знакомство с городом состоялось 1 марта 1880 года. Через три дня по дороге в Нижний Березов, в Яблунов, Ивана Франко и его товарищи по подозрению в социалистической пропаганде арестовали австрийские жандармы и заточили в коломыйской ратуше, где размещалась тюрьма, в которой он пробыл три месяца. Именно в Коломые Каменщик написал «Гимн», положенный на музыку Николаем Лысенко, «На суде», «Вий, ветер, горы над сею тюрьмой», «Повсюду калечится правда», «Товарищам из тюрьмы» и другие стихи.
27 августа 2011 года состоялась закладка краеугольного камня властями города, монумент открыт 27 августа 2012 года.
На выполнение всех работ предусматривалась смета в размере примерно 1 млн гривен (на тот момент около $ 125.000). Вокруг памятника, согласно проекту, был обустроен обновленный одноимённый сквер.
По случаю открытия монумента культурологический проект «Коломыя наш город» выпустил памятную открытку в двух вариантах: цветная и се. Открытка вышла под № 29 в серии юбилейных открыток под названием «Коломыя — наш город». Автором листовки является коломийский врач Николай Ганущак, который представил обществу свое авторское видение памятника, хотя в оригинале памятник имеет другой вид.
Скульпторами памятника является Василий Андрушко (Коломыя), член Национального союза художников Украины и Василий Гурмак (Львов), профессор Львовской национальной академии искусств, архитектор проекта — Олег Приц (Коломыя), исполнитель работ по строительству постамента предприниматель — Владимир Иванюк (Коломыя). Трехметровый памятник отлит в бронзе львовским предприятием «ПикАрт».